# Баранець королівський
Баранець королівський (Gallinago imperialis) — вид сивкоподібних птахів родини баранцевих (Scolopacidae).

## Поширення
Поширений в Андах. Протягом століття він був відомий лише за двома екземплярами, зібраними поблизу Боготи в Колумбії, і вважався вимерлим, але повторно відкритий у Перу в 1967 році та Еквадорі в 1988 році. Мешкає в горах на межі дерев на висоті 2745-3700 м, де, ймовірно, здебільшого обмежений болотами та вологим лісом, змішаним із деревними папоротями та високою травою, але також зустрічається на галявинах, обсаджених бамбуком, із великими сфагновими мохами.

## Опис
Птах завдовжки 30 см. Має дуже довгий дзьоб. Оперення верхньої частини, горла і грудей руде з чорними смугами; черевце та гузка білі з прожилками від темно-коричневого до чорного кольору.